# 16 mars 1921
Le mercredi 16 mars 1921 est le 75e jour de l'année 1921.

## Naissances
- Lucienne Desnoues (morte en août 2004), poétesse française
- Jean Pierre-Antoine (mort le 2 octobre 1956), joueur français de rugby à XV
- Lee Byeng-Ju (mort le 3 avril 1992), auteur sud-coréen
- Sadok Khorsi (mort le 2 avril 2011), homme politique français
- Þórhallur Einarsson (mort le 27 septembre 2007), joueur islandais de football
- Jean-Louis Delayen (mort le 3 octobre 2002), général français
- Grover Klemmer (mort le 23 août 2015), athlète américain
- Chip Bailey (mort le 25 avril 1963), chauffeur de taxi, communiste et syndicaliste néo-zélandais
- Eileen Nearne (morte en août 2010), agent secret britannique
- Fahd ben Abdelaziz Al Saoud (mort le 1er août 2005), roi, Premier ministre du royaume d'Arabie saoudite
- Anne Truitt (morte le 23 décembre 2004), artiste américaine
- Angel Metodiev (mort le 29 avril 1984) peintre et professeur d'université bulgare.

## Décès
- Paul Boldt (né le 31 décembre 1885), écrivain représentant de l’expressionnisme littéraire allemand
- Alfred Gervais (né le 19 décembre 1837), amiral et diplomate français
- Henri Pognon (né le 13 mai 1853), diplomate, archéologue et épigraphiste français
- Milena de Monténégro (née le 4 mai 1847), reine consort du Monténégro
- Olinto de Pretto (né le 14 mars 1850), physicien italien

## Autres événements
- Signature du Traité de Moscou entre la Russie et la Turquie
- Adli Yakan Pacha remplace Mohammad Tawfiq Nasim Pacha en tant que premier ministre d'Égypte
- Début du règene de Fahd ben Abdelaziz Al Saoud en Arabie Saoudite

- Le Théâtre Lancry prend son nom actuel
- Fin du 10e Congrès du Parti communiste de l'Union soviétique

- Classification aux monuments historiques :
  - Le portail de l'église Saint-André d'Ifs
  - Le pont Vieux
  - Le Château de Messilhac
  - L'église Notre dame de Rugles
  - La tourelle d'escalier de la maison dite des princes de Monaco

- Sortie polonaise du film Cud nad Wisłą

- René André Faure et Étienne Baïlac sont faits chevaliers de la légion d'honneur
- Jacques Parisot devient officier de la légion d'honneur